# Zee Aflam
 (juin 2024).
 (avril 2025).
Zee Aflam (arabe : زي أفلام) (hindi : ज़ी अफ़लाम) est une chaîne de télévision gratuite indienne appartenant à Zee Entertainment Enterprises basée à Dubaï, aux Émirats arabes unis, qui diffuse des films et des séries télévisées initialement réalisés en hindi, sous-titrés et doublage en arabe,.
La chaîne diffuse une variété de programmes indiens doublés en arabe, notamment des séries télévisées, des programmes de cuisine, des programmes de santé et de beauté, des sports, du tourisme, des voyages, etc., en plus de séries et de films turcs et de nombreuses émissions et programmes. Des films de Bollywood, dans le monde arabe, où la chaîne diffuse des films et des programmes hindi sous-titrés en arabe, des films et programmes pakistanais sous-titrés en arabe, et diffuse 24 heures sur 24 une variété de films de Bollywood, des films d'amour, de comédie, d'action et de drame, à partir des derniers films aux classiques.

## Identité visuelle

Logo de Zee Aflam de 2008 à 2011
Logo de Zee Aflam de 2011 à 2017
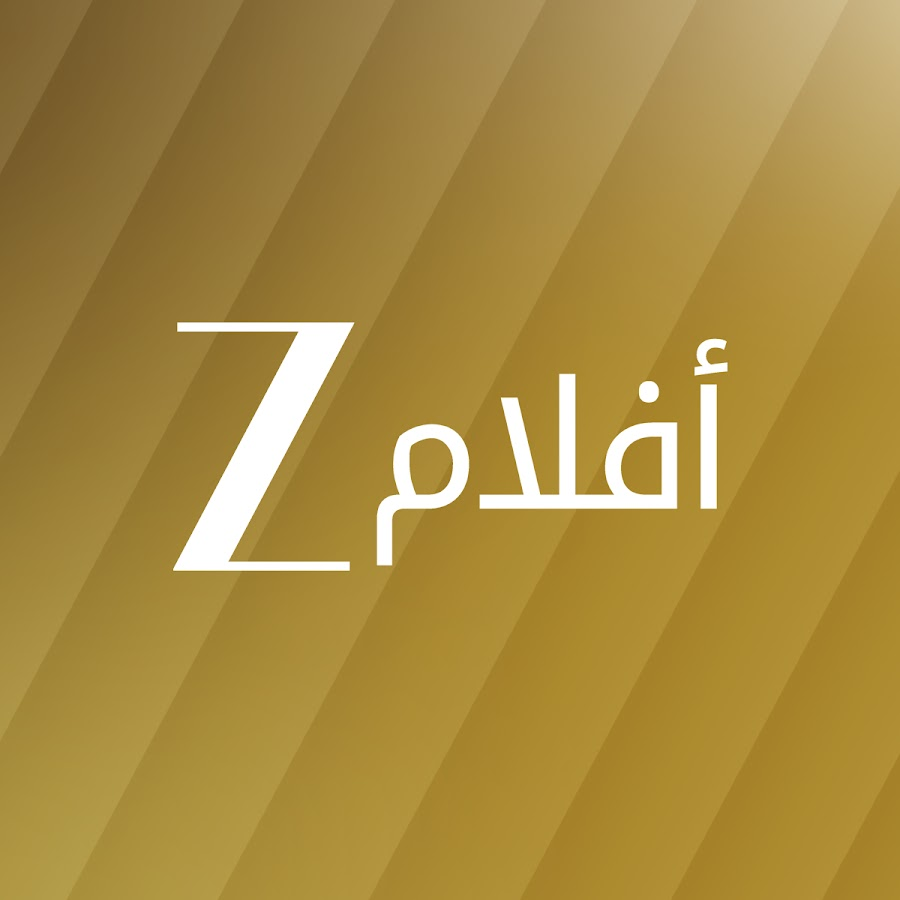
Logo de Zee Aflam depuis 2025

## Programmation
De nombreuses chaînes spécialisées dans la diffusion de films indiens à l'instar de Zee Aflam sont apparues récemment, la plus compétitive d'entres elles étant MBC Bollywood, qui propose de solides programmes. Cela pousse ainsi Zee Films à produire des efforts supplémentaires afin de plaire à ses abonnés et proposer toutes les dernières nouveautés en terme de films. Satellite du Nilesat contient également des chaînes en compétition dans le même domaine.

### Films indiens
- Dhamaal
- Double Dhamaal
- Ta Ra Rum Pum
- Coolie
- Aakhree Raasta
- Dhoom
- Dhoom 2
- Dhoom 3
- Happy New Year
- Jodhaa Akbar
- Saand Ki Aankh
- Cocktail
- Shubh Mangal Saavdhan
- Khiladi 786
- Mr. India
- Ra.One
- ABCD
- ABCD 2
- Sooryavanshi
- Housefull
- Housefull 2
- Housefull 3
- Housefull 4
- Baaghi
- Baaghi 2
- Baaghi 3
- Dabangg
- Dabangg 2
- Dabangg 3

## Voir également
- Zee TV
- Zee Cinema
- Zee Alwan